# Беннетт, Дэвид
Дэвид Беннетт-старший (англ. David Bennett Sr., 1964 — 8 марта 2022) — первый пациент, который перенёс ксенотрансплантацию генетически модифицированного сердца. 7 января 2022 года в возрасте 57 лет получил сердце свиньи с отредактированным геномом.
Беннетт умер через два месяца в Медицинском центре Университета Мэриленда в Балтиморе, штат Мэриленд, 8 марта 2022 года в возрасте 57 лет.

## Пересадка
Трансплантация, проведённая группой под руководством кардиоторакального хирурга Бартли Гриффита, доктора медицины, в Медицинском центре Университета Мэриленда в Балтиморе, заменила сердце Беннета сердцем свиньи, подвергшейся специфическому редактированию генов с целью удаления гена, ответственного за производство типа сахара, который приводит к чрезвычайно быстрому отторжению органов у людей. По словам хирурга, пересадка человеческого сердца была невозможна из-за состояния здоровья пациента: сердечной недостаточности и аритмии. Беннетт получил экстренное разрешение FDA на проведение операции в соответствии с критериями назначения лечения в исключительных случаях в последней отчаянной попытке вылечить терминальную стадию болезни сердца.
Трансплантат стал первым сердцем, полученным от генетически модифицированной свиньи. Другому пациенту была пересажена почка от аналогичной свиньи в октябре 2021 года. Отдельные свиные сердечные клапаны успешно используются для пересадки уже десятилетиями.

## Осложнения от пересадки и смерть
Для контроля за здоровьем Дэвида Беннета использовался секвенатор ДНК. Врачи следили за тем, чтобы в крови Беннета не было частиц генома свиньи. Их появление свидетельствовало бы об отмирании клеток сердца. На 20 день в одном из анализов был обнаружен цитомегаловирус свиньи, но уровень содержания его в крови был ничтожно мал, и анализ был признан ошибочным.
Проблема стала очевидна на 43 день после операции. По словам хирурга Гриффита, пациент проснулся с температурой и тяжело дышал. Он был рассеянным и не хотел общаться с врачами. Хирурги дали Беннетту мощное противовирусное средство, которое используют при лечении ВИЧ. Также ему вводили антитела из донорской крови. Через сутки пациент стал чувствовать себя лучше.
Через неделю самочувствие Дэвида Беннетта резко ухудшилось, и пересаженное сердце стало отказывать. У Беннетта развился цитокиновый шторм и сердечная недостаточность.
Дэвид Беннетт умер 8 марта 2022 года в возрасте 57 лет.